# 劉仲廉
劉仲廉，武昌江夏人。明朝政治人物、進士。

## 生平
明太祖洪武十八年（1385年），劉仲廉中式乙丑科三甲第一百七名進士。
為官淳質有守。永樂初年營建北京，劉仲廉多效勞，績陟工部侍郎。任工部侍郎時，劉仲廉覈實交阯戶口田賦，察軍民利病，頗有治績。后轉尚書。